# Премьер-министр Малайзии
Премьер-министр Малайзии (малайск. Perdana Menteri Malaysia) — глава правительства Малайзии и высшая политическая должность в Малайзии. Янг ди-Пертуан Агонг назначает премьер-министра члена парламента, который, по его мнению, скорее всего, пользуется доверием большинства депутатов. Премьер-министр возглавляет Кабинет министров Малайзии, фактически исполнительную ветвь власти.
После образования Малайзии 16 сентября 1963 года премьер-министром Малайзии стал Тунку Абдул Рахман, главный министр Малайской Федерации. С момента обретения независимости и до всеобщих выборов 2018 года премьер-министр всегда входил в состав Объединённой малайской Национальной организации (UMNO) партии Барисан Насионал (ранее Альянс).

## Полномочия
В соответствии с федеральной Конституцией, Янг ди-Пертуан Агонг сначала назначает премьер-министром, который председательствует в кабинете, и требует, чтобы он был членом Палаты представителей, и пользоваться доверием большинства членов этой палаты.
Премьер-министр и кабинет министров должны дать в присутствии Янг ди-Пертуан Агон присягу на верность, а также присягу на секретность, прежде чем они смогут выполнять свои служебные функции. Кабинет министров несёт коллективную ответственность перед парламентом Малайзии. Члены Кабинета министров не могут занимать какие-либо иные должности и заниматься какой-либо торговлей, бизнесом или профессией, которые вызывают конфликт интересов. Департамент премьер-министра (иногда именуемый канцелярией премьер-министра) является органом и министерством, в котором премьер-министр осуществляет свои функции и полномочия.
Если правительство не может добиться принятия Палатой представителей закона об ассигнованиях (бюджете) или если Палата представителей выносит вотум недоверия правительству, премьер-министр обязан по соглашению немедленно подать в отставку. Выбор Янг ди-Пертуан Агонга на пост премьер-министра будет продиктован обстоятельствами. Министры, не являющиеся премьер-министром, занимают свои посты по усмотрению Ян ди Пертуан Агонга, если только назначение какого-либо министра не было отменено Янг ди-Пертуан Агонгом по рекомендации премьер-министра, но любой министр может уйти в отставку.
После отставки в других обстоятельствах, проигранной на выборах или смерти премьер-министра, Янг ди-Пертуан Агонг обычно назначает премьер-министром человека, за которого проголосовала правящая партия, в качестве своего нового лидера.

## Список
| №      | премьер-министр | премьер-министр                                                                                               | Начало полномочий | Окончание полномочий | Партия                                          | Выборы                   | Примечания                     |
| ------ | --------------- | --- | ----------------- | -------------------- | ----------------------------------------------- | ------------------------ | ------------------------------ |
| 1      |                 | Абдул Рахман (1903—1990) малайск. Tunku Abdul Rahman Putra Al-Haj ibni Almarhum Sultan Abdul Hamid Halim Shah | 31 августа 1957   | 22 сентября 1970     | Объединённая малайская национальная организация | 1964 1969                | Ушёл в отставку                |
| 2      |                 | Абдул Разак (1922—1976) малайск. Allahyaraham Tun Abdul Razak bin Haji Dato' Hussein                          | 22 сентября 1970  | 14 сентября 1976     | Объединённая малайская национальная организация | 1974                     | Умер в должности               |
| 3      |                 | Хуссейн Онн (1922—1990) малайск. Hussein bin Dato' Onn                                                        | 15 сентября 1976  | 16 июля 1981         | Объединённая малайская национальная организация | 1978                     | Ушёл в отставку                |
| 4 (I)  |                 | Махатхир Мохамад (1925—) малайск. Abdul Mohamad                                                               | 16 июля 1981      | 31 октября 2003      | Объединённая малайская национальная организация | 1982 1986 1990 1995 1999 | Ушёл в отставку                |
| 5      |                 | Абдулла Ахмад Бадави (1939—2025) малайск. Abdullah Ahmad Badawi                                               | 31 октября 2003   | 3 апреля 2009        | Объединённая малайская национальная организация | 2004 2008                | Ушёл в отставку                |
| 6      |                 | Наджиб Тун Разак (1953—) малайск. Mohd Najib bin Tun Haji Abdul Razak                                         | 3 апреля 2009     | 10 мая 2018          | Объединённая малайская национальная организация | 2013                     | Власть перешла к другой партии |
| 7 (II) |                 | Махатхир Мохамад (1925—) малайск. Abdul Mohamad                                                               | 10 мая 2018       | 29 февраля 2020      | Объединённая партия сынов земли Малайзии        | 2018                     | Ушёл в отставку                |
| 8      |                 | Мухиддин Яссин (1947—) малайск. Muhyiddin Yassin                                                              | 29 февраля 2020   | 16 августа 2021      | Объединённая партия сынов земли Малайзии        | -                        | Ушёл в отставку                |
| 9      |                 | Исмаил Сабри Яакоб (1960—) малайск. Ismail Sabri Yaakob                                                       | 20 августа 2021   | 24 ноября 2022       | Объединённая малайская национальная организация | -                        |                                |
| 10     |                 | Анвар Ибрагим (1947—) малайск. Anwar Ibrahim                                                                  | 24 ноября 2022    | настоящее время      | Партия народной справедливости                  | 2022                     |                                |